# رييسوز (آن)
رييسوز (بالفرنسية: Reyssouze)‏ هي بلدية فرنسية تقع في إقليم الآن في فرنسا. رمز إنسي لها هو:1323. أما الرمز البريدي لها فهو: 1190.